# Gleby bielicowe

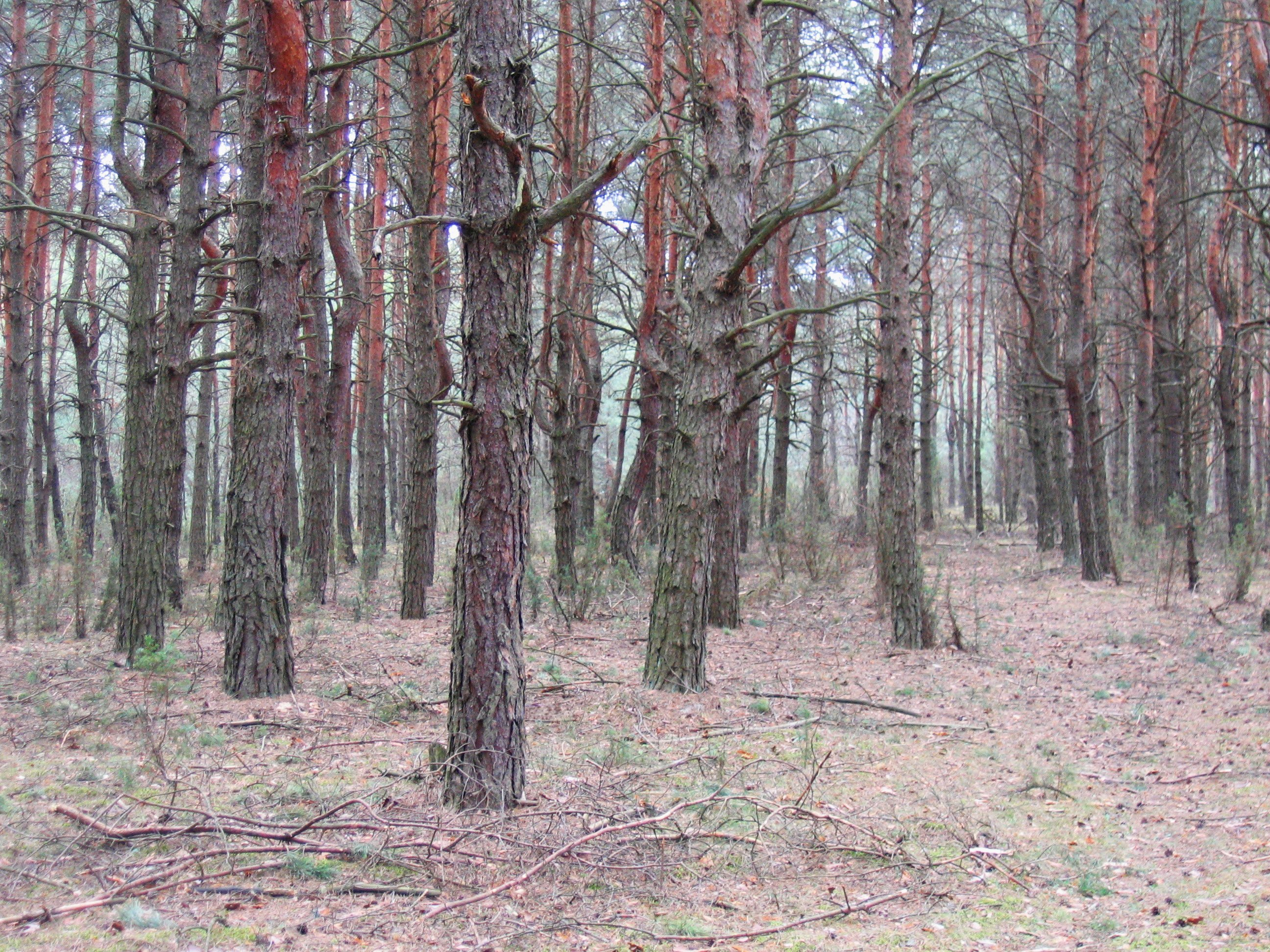
Bór sosnowy suchy na glebach bielicowych. Staszów, Polska

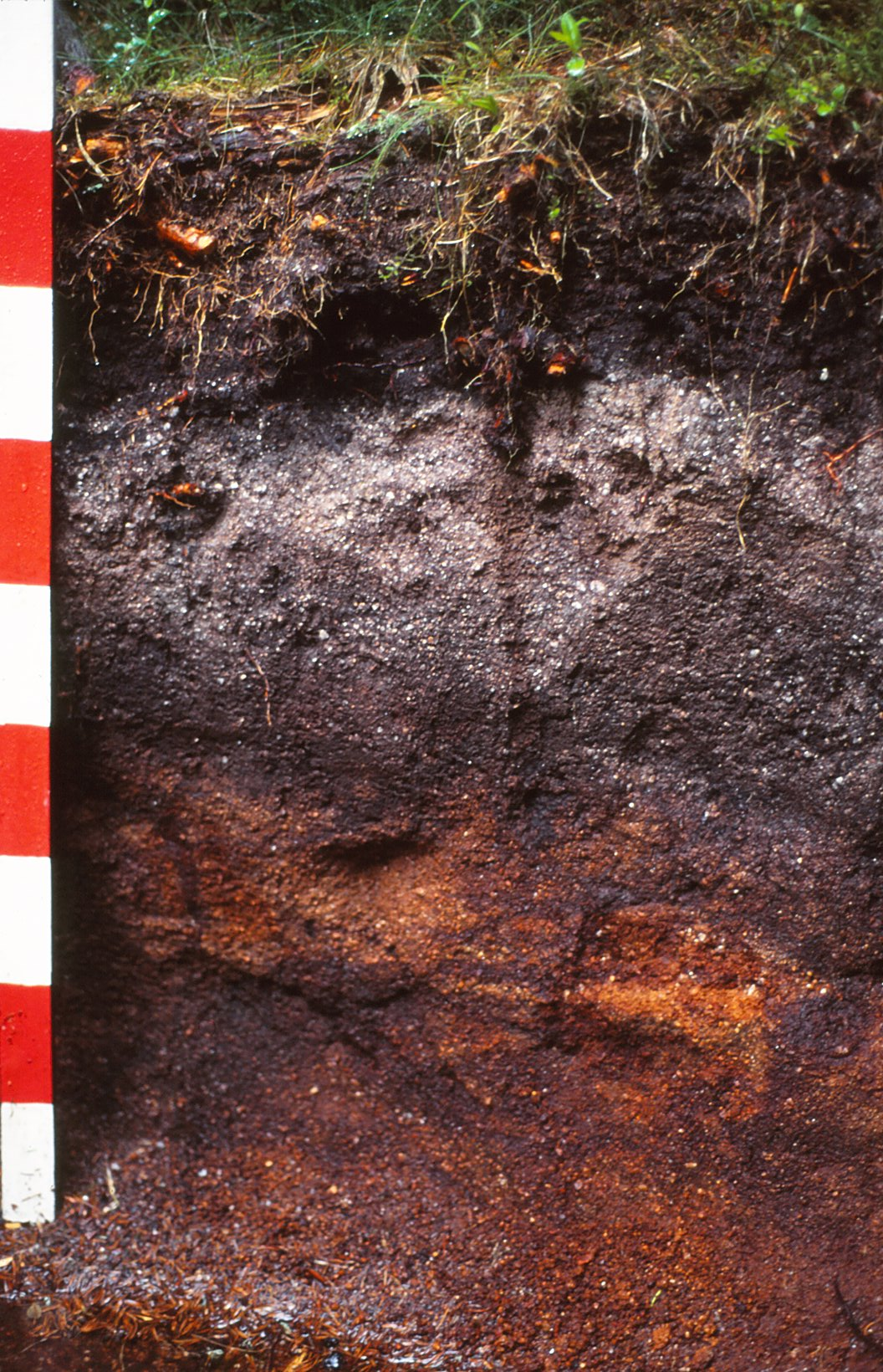
Profil gleby bielicowej. Okolice Feldbergu, płd-zach. Niemcy

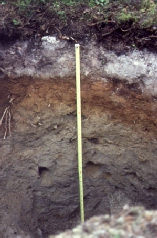
Profil gleby bielicowej. Västerbotten, Szwecja

Gleby bielicowe – ubogie gleby wytworzone na piaskach, zawierające w profilu wyraźny wybielony poziom wymywania i rdzawobrunatny poziom wmycia. 

## Charakterystyka
Utworami macierzystymi gleb bielicowych są ubogie we frakcję iłu, dobrze przesortowane piaski kwarcowe pradolin, sandrów i wydm śródlądowych. Mają one uziarnienie piasków luźnych, rzadziej piasków słabogliniastych.
W powstaniu gleb bielicowych główną rolę bierze proces bielicowania polegający na wymywaniu z górnej części profilu glebowego produktów rozkładu minerałów glebowych i próchnicy i wytrącaniu się ich w dolnej części profilu glebowego. Tworzy się przez to charakterystyczny dla tego typu układ poziomów: poziom organiczny (O); poziom próchniczny (A); biały poziom wymywania albic (Es); rdzawy poziom wzbogacania spodic (Bs); skała macierzysta (C). Charakterystyczna sekwencja poziomów genetycznych w profilu to: O-A-Es-Bhs-C, Ap-(Es)-Bhs-C, Ap-Bhs-C lub O-A-Es-Bhsg-Cg-(G).
Poziomem diagnostycznym dla gleb bielicowych jest poziom spodic. Wytrącają się w nim głównie związki glinu, żelaza i próchnica. Nadają mu one od rdzawej po brunatno-czarną barwę. Czasami może przybrać on formę orsztynu.
Naturalnym typem materii organicznej (typem próchnicy leśnej) jest mor lub modermor. Poziom próchniczny często spełnia kryteria poziomu ochric. Taki typ materii organicznej jest źródłem ruchliwych, dobrze rozpuszczalnych związków próchnicznych (gł. kwasów fulwowych), które spełniają kluczową rolę w procesie bielicowania. Zdarza się, że bezpośrednio pod poziomem próchnicznym występuje poziom spodic. Powodem tego są zabiegi agrotechniczne (np. orka), które mieszają powierzchniowe poziomy gleb. 
Gleby bielicowe charakteryzują się bardzo kwaśnym odczynem, pH w górze profilu zazwyczaj mieści się w przedziale 3,0—5,5. Stopień wysycenia kompleksu sorpcyjnego kationami o charakterze zasadowym zwykle jest <20%, w poziomie organicznym dominują jony H+, w poziomach mineralnych H+ i Al3+.

## Występowanie
Gleby bielicowe jako gleby strefowe występują na obszarach Europy Środkowej i Północnej, na Nizinie Wschodnioeuropejskiej, na obszarach Kanady i w północnej części USA.  
W Polsce ok. ¼ powierzchni zajmują gleby bielicowe, bielice i rdzawe. Z tego gleby bielicowe zajmują okolo 10%. Często występują na piaskach wydm nadmorskich i śródlądowych, w pradolinach i w dystalnych częściach sandrów. Ze względu na ubóstwo składników mineralnych oraz próchnicy są w większości porośnięte  borami sosnowymi. Gleby bielicowe i bielice w typologii leśnej są siedliskami  boru suchego i  świeżego. 

## Systematyka
Gleby bielicowe w systematyce gleb Polski z 2011 r. dzielą się na sześć podtypów: 
- Rząd 6. Gleby bielicoziemne (L)
  - Typ 6.1. Gleby bielicowe (LW)
    - Podtyp 6.1.1 Gleby bielicowe typowe (LWt)
    - Podtyp 6.1.2 Gleby bielicowe orsztynowe (LWor)
    - Podtyp 6.1.3 Gleby glejobielicowe typowe (LWgt)
    - Podtyp 6.1.4 Gleby glejobielicowe orsztynowe (LWgor)
    - Podtyp 6.1.5 Gleby glejobielicowe murszaste (LWgue)
    - Podtyp 6.1.6 Gleby glejobielicowe torfiaste (LWgtf)

W systematyce gleb Polski z 1989 r. gleby bielicowe należały do działu gleb autogenicznych, rzędu gleb bielicoziemnych (wraz z glebami rdzawymi i z bielicami) i miały tylko jeden podtyp gleb bielicowych właściwych. Gleby glejobielicowe były wydzielane jako oddzielny typ w obrębie działu gleb semihydrogenicznych, rzędu gleb glejobielicoziemnych, który dzielił się na trzy podtypy: właściwe, murszaste i torfiaste.
W klasyfikacji gleb WRB glebom bielicowym mniej więcej odpowiadają Haplic Orsteinic lub Gleyic Podzols. 
W USDA Soil Taxonomy glebom bielicowym mniej więcej odpowiadają rzędy Spodosols lub rzadziej Entisols. Bardziej szczegółowo, często mogą być one klasyfikowane np. jako Haplorthods (gł. gleby bielicowe), Endoaquods (gł. gleby glejobielicowe).